# K-1
K-1 é uma organização de esportes de combate estabelecida em 1993. Reconhecida pelos torneios ("Grandes Prêmios (GPs)") de Kickboxing (artes marciais baseadas em trocação) que vem organizando ao longo de mais de vinte anos. Em seu auge, em meados da década de 2000, detinha o maior e melhor evento de trocação (luta em pé) de todo o mundo. O K-1 ao longo dos anos tornou-se no mais respeitado torneio de luta de Kickboxing.
A letra "K" do K-1 representas as diferentes artes marciais baseadas no trocação que competiriam no evento: Karate, Kickboxing, Kung fu, Kenpō e [Tae] Kwon Do. E todas unidas formavam o termo kakutougi (格闘技, esporte de combate). Enquanto o "1" representava a única categoria de peso (no início da competição).
Basicamente  é constituído por 2 torneios distintos: o K-1 World Max para lutadores de peso até 70 kg, e o K-1 World Grand Prix, sem limites de peso. Este último torneio, que é o principal evento do K-1, ocorria no Japão, no mês de dezembro, onde reunia os oito melhores lutadores classificados durante vários torneios que decorriam durante o ano por vários países. Um atleta, para sagrar-se campeão, deveria vencer três lutas na mesma noite. Antes desta final, estes 8 finalistas ainda participariam de uma 'semifinal': combates entre os 16 semifinalistas, dos quais metade serão eliminados. Por vezes o formato de qualificação mudava de ano para ano.
O K-1 possui um sistema de regras próprias, diferentes de outros estilos de Kickboxing. Como se tornou tão popular, o K-1 também é visto como um estilo próprio de kickboxing.

## História
O K-1 foi fundado por Kazuyoshi Ishii, que realizou o primeiro evento a 30 de Abril de 1993.
Este ex-praticante de Karate Kyokushin criou uma arte marcial própria com o intuito de promover verdadeiros combates entre atletas a que chamou Karate Seidokaikan. Antes de criar o K-1, organizava eventos em que seus atletas defrontavam adversários provenientes de outas artes marciais. Originalmente usava regras e técnicas do karaté, mas gradualmente foi mudando para as técnicas e regras do kickboxing.
O K-1, a partir de 2003, passou a pertencer à promotora Fighting and Entertainment Group (FEG). A FEG realizava eventos junto com o PRIDE Fighting Championships, na época maior evento de MMA no mundo. Em 2002 coproduziu com o PRIDE o evento Pride/Shockwave, que teve um público pagante de 91.107, sendo considerado o maior público ao vivo em um evento de MMA ou Kickboxing na história.
Em 2010 começaram a surgir problemas financeiros que originaram a não realização em 2011 do K-1 World Grand Prix. Lutadores não estavam sendo pagos e a empresa falhava em captar investimento. A K-1 foi comprada pela EMCOM Entertainment Inc. em 2012 e foi restruturada. Com a perda de lutadores, a incapacidade financeira de pagar grandes premiações e realizar grandes eventos, a K-1 perdeu prestígio e atualmente a maior companhia de kickboxing é a GLORY.

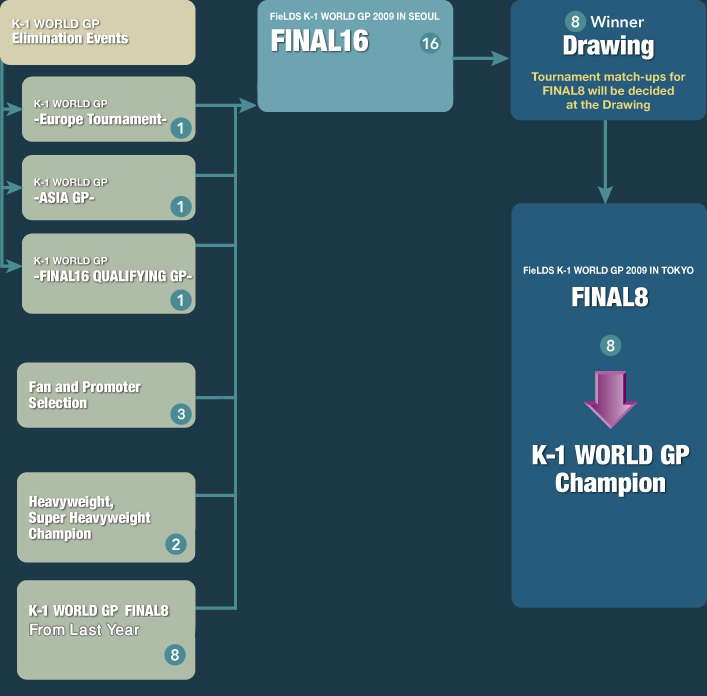
Sistema de qualificação usado em 2009

## Regras básicas
Cada combate é constituído por 3 assaltos com a duração de 3 minutos cada . Antigamente a duração era de 5 minutos mas a organização mudou por achar que os atletas ficavam muito cansados e havia uma perda de espetacularidade nos combates.
O combate pode terminar por decisão do árbitro ou da comissão médica .
A luta é decidida com nocaute (KO), nocaute técnico (TKO), decisão do júri (3 juízes que vão tomar a decisão através de um sistema de pontos), desqualificação, empate ou no contest (sem vencedores). No caso de empate, ainda pode haver de 1 a 2 assaltos extra.
Para além das regras normais neste tipo de torneios (não dar cabeçadas, morder o adversário etc.) não se pode usar as cotoveladas, prática normal no Muay Thai e no MMA. Não se pode usar igualmente técnicas de projeção, atacar o adversário quando ele está no chão ou a tentar levantar-se, segurar as cordas ou socar a nuca. Também não se pode atacar um oponente quando este se vira e mostra suas costas.
Lutando de uma forma passiva (sem atacar) é também sancionado negativamente.

## Curiosidades
A partir de uma determinada altura a desistência de um lutador através do lançamento da toalha para o ringue (pelo treinador) dava o direito à organização de não pagar o valor estipulado no contrato.
A organização do K-1 também organizou torneios de MMA  (artes marciais mistas) nomeadamente o HERO’S e o posterior e sucessor DREAM  . Este último torneio é considerado como o renascimento do PRIDE pela fidelidade e semelhança com a extinta organização (tida como a melhor de todos os tempos) , além de ter na apresentação das lutas a locutora de outrora Lenne Hardt.  Inclusive foi promovido em parceria com ex-executivos da extinta organização do PRIDE.
Em tempos o K-1 já tinha trabalhado em parceria com o PRIDE na criação de um evento de Kickboxing e MMA : o K-1 Premium Dynamite. Convêm referir que atualmente é habitual haver transição de lutadores do Kickboxing para o MMA e vice-versa, sendo um bom exemplo disso os casos de sucesso de Mirko "Cro Cop"  e  Alistair Overeem . Este último cometeu a proeza de ser o único lutador do mundo a ter ganhos títulos mundiais em ambas as lutas . Outro exemplo é Ray Sefo , um antigo lutador de Kickboxing que participou em vários torneios do K-1 e que presentemente treina lutadores de MMA nos EUA.
Ironicamente nunca houve um Japonês que ganhasse o K-1 World Grand Prix apesar de as arbitragens serem bastante tendenciosas . Nunca houve um asiático que o ganhasse, ao contrário do K-1 World Max, e a maioria dos vencedores são Holandeses ou treinam na Holanda .
Como este torneio não tem limite de peso (ao contrário do famoso UFC) tem aparecido lutadores gigantes como Hong-man Choi , Akebono , Bob Sapp , entre outros, que apesar de não serem kickboxers tentam valer-se da sua grande corpulência física para ultrapassarem os seus adversários .

## Campeões do K-1

### Campeões do K-1 World GP
| Ano  | Campeão          | Finalista                 |
| ---- | ---------------- | ------------------------- |
| 1993 | Branko Cikatić   | Ernesto Hoost             |
| 1994 | Peter Aerts      | Masaaki Satake            |
| 1995 | Peter Aerts      | Jérôme Le Banner          |
| 1996 | Andy Hug         | Mike Bernardo             |
| 1997 | Ernesto Hoost    | Andy Hug                  |
| 1998 | Peter Aerts      | Andy Hug                  |
| 1999 | Ernesto Hoost    | Mirko "Cro Cop" Filipović |
| 2000 | Ernesto Hoost    | Ray Sefo                  |
| 2001 | Mark Hunt        | Francisco Filho           |
| 2002 | Ernesto Hoost    | Jérôme Le Banner          |
| 2003 | Remy Bonjasky    | Musashi                   |
| 2004 | Remy Bonjasky    | Musashi                   |
| 2005 | Semmy Schilt     | Glaube Feitosa            |
| 2006 | Semmy Schilt     | Peter Aerts               |
| 2007 | Semmy Schilt     | Peter Aerts               |
| 2008 | Remy Bonjasky    | Badr Hari                 |
| 2009 | Semmy Schilt     | Badr Hari                 |
| 2010 | Alistair Overeem | Peter Aerts               |
| 2024 | Ariel Machado    | Feng Rui                  |

### Campeões do K-1 World MAX
| Ano  | Campeão             | Finalista         |
| ---- | ------------------- | ----------------- |
| 2002 | Albert Kraus        | Kaolan Kaovichit  |
| 2003 | Masato              | Albert Kraus      |
| 2004 | Buakaw Por.Pramuk   | Masato            |
| 2005 | Andy Souwer         | Buakaw Por.Pramuk |
| 2006 | Buakaw Por.Pramuk   | Andy Souwer       |
| 2007 | Andy Souwer         | Masato            |
| 2008 | Masato              | Arthur Kyshenko   |
| 2009 | Giorgio Petrosyan   | Andy Souwer       |
| 2010 | Giorgio Petrosyan   | Yoshihiro Sato    |
| 2024 | Stoyan Koprivlenski | Viktor Akimov     |

### Campeões do K-1 Super Heavyweight
| Data                            | Campeão                   | Evento                        | N° de defesas |
| ------------------------------- | ------------------------- | ----------------------------- | --- |
| 4 de Março de 2007 – atualmente | Semmy Schilt def Ray Sefo | K-1 World GP 2007 em Yokohama | 4 3 de Abril de 2010 Errol Zimmerman 3 29 de Junho de 2008 Jerome Le Banner 2 13 de Abril de 2008 Mark Hunt 1 23 de Junho de 2007 Mighty Mo |

### Campeões do K-1 Heavyweight
| Data                             | Campeão                       | Evento                        | Vice-Campeão |
| -------------------------------- | ----------------------------- | ----------------------------- | ------------ |
| 28 de Abril de 2017              | Badr Hari def Jean Rozado     | K-1 World GP 2017 no Brazil   | Jean Rozado  |
| 28 de Março de 2019 – atualmente | Keijiro Maeda def Gökhan Saki | K-1 World GP 2019 em Yokohama | Peter Aerts  |

## Outros lutadores notáveis
- Gary Turner - Campeão do K-1 UK Grand Prix 2003 e do K-1 UK Grand Prix 2004 Champion
- Stefan Leko - Duas vezes campeão do K-1 USA GP Champion
- Alexey Ignashov - Campeão do K-1 2001 GP Nagoya e do Paris GP 2003
- Gary "Big Daddy" Goodridge - Campeão do K-1 Hawaii GP 2005
- Michael McDonald - Três vezes campeão do K-1 USA Champion
- Choi Hong-man - Campeão do K-1 Korea GP 2005
- Cyril Abidi - Campeão no '96, K-1 WORLD GP 2000 e finalista em Yokohama
- Ruslan Karaev - Campeão do K-1 USA GP 2005
- Peter Graham - Campeão do K-1 Melbourne GP 2003
- Kaoklai Kaennorsing - Campeão do K-1 Korea GP 2004
- Chalid Arrab  Campeão do K-1 US GP 2006
- Björn Bregy - Campeão do K-1 Scandinavia GP 2005 e do K-1 EU GP 2006
- "Mighty Mo" Siala Siliga - Campeão do K-1 Las Vegas GP 2004 Champion e do K-1 Hawaii GP 2007
- Paul Slowinski - Campeão do K-1 New Zealand 2006 e do K-1 Europe 2007
- Yusukue Fujimoto - Duas vezes campeão do K-1 Asia
- Carlos "Arões" Ferreira - Uma vez campeão

### Estrelas do boxe que já participaram do K-1
- Francois Botha - Campeão mundial do IBF de pesos pesados
- Shannon Briggs - Campeão mundial da WBO de pesos pesados
- Ray Mercer - Campeão mundial de pesos-pesados da WBO
- Vince "Cool" Phillips - Campeão mundial da IBF de meio-pesado
- Eric Butterbean Esch - Campeão mundial da IBA de super-pesado
- Mike Bernardo - Campeão mundial da WBF World peso-pesado e campeão do K-1 2000 GP Fukuoka Champion

### Lutadores vindo de outros esportes
- Royce Gracie - Vindo do Ultimate Fighting Championship e mestre de jiu-jitsu brasileiro
- Kazushi Sakuraba - Kingdom Pro Wrestling, UWFi, PRIDE Fighting Championships.
- Bob Sapp - Vindo da NFL e campeão do K-1 Japan 2005
- Akebono Tarō - Lutador de sumô
- Sylvester "The Predator" Terkay - Vindo do wrestling em organizações como WWE/UPW/NWA Zero One wrestler
- Sean O'Haire - Vindo da WWE/WCW
- Tom "Green Beret" Howard - Vindo do wrestling em organizações como: WWE/UPW/NWA Zero One wrestler.

## Literatura
- Brunekreef, Willem. The Golden Kyokushin and K-1 Encyclopedia. ISBN 978-90-812379-1-8.